# Jayma Mays
Jayma Suzette Mays (født Jamia Suzette Mays , 16. juli 1979) er en amerikansk skuespiller og sanger. Mays' mest fremtrædende roller bl.a. Emma Pillsbury i den amerikanske tv-serie Glee, tilbagevendende optrædener i Ugly Betty, og Charlie Andrews i Heroes. Hun er også kendt for sine roller i filmene Paul Blart: Mall Cop og Smølferne.

## Opvækst
Mays blev født i Bristol, Tennessee og opvoksede i Grundy , Virginia, som datter af Paulette (født Norris) og James Mays, en high school lærer, der også arbejdede i kulindustrien. Mays' interesser som barn lå fra sang til matematik. I en alder af 15, blev Jayma tilbudt et job på den lokale radiostation hvor hun læste nekrologer. Efter eksamen fra Grundy High School , fik hun en associeret grad fra Southwest Virginia Community College. Mays deltog derefter på Virginia Tech i et år, før hun overførtes til Radford University,  dimitteret i 2001 med en grad i teater. 

## Personlige liv
Jayma Mays blev gift skuespiller Adam Campbell den 28. oktober 2007. 
Hun fødte deres søn, Jude Jones, i august 2016.

## Karriere
I 2004 gjorde hun sin første tv-optræden i tv-serien Joey . Det følgende år havde hun sin spillefilmsdebut med en birolle i Red Eye. Mays øvrige kreditter omfatter Six Feet Under, The Comeback, Entourage, Stacked, How I Met Your Mother, Heroes, Pushing Daisies hvor hun spillede både Elsita og hendes mor Elsa i episode fire, Ghost Whisperer, og Ugly Betty. Jayma var i andre film, såsom Bar Starz , Flags of Our Fathers og Blind Guy Driving . Hun medvirkede i filmen Epic Movie og som Amy i Paul Blart: Mall Cop. Hun var en patient i et hus i episoden "Sleeping Dogs Lie" i 2006. Hun er i 2007 med i musikvideoen til sangen "Awakening" af Switchfoot med hendes mand Adam Campbell.